# Joaquim Talaverón i Solà
Joaquim Talaverón i Solà (La Seu d'Urgell, 1905 - Manresa, 1980) fou dibuixant i pintor.
Residí a Manresa des dels nou anys. El 1933 exposà la seva obra a les Galeries Laietanes de Barcelona, i l'any següent al Círculo de Bellas Artes de Madrid. En morir, llegà cent trenta-sis dels seus olis i dibuixos al Museu d'Art Modern de Barcelona, que després els cedí al Museu Comarcal de Manresa.